# Greatest Hits: God's Favourite Band
Greatest Hits: God’s Favourite Band je kompilační album americké hudební skupiny Green Day, jež bylo vydáno dne 17. listopadu roku 2017. Obsahuje celkem dvaadvacet písní. Kromě těch starších obsahuje také jednu zcela novou – „Back in the USA“. Dále se zde nachází nová verze skladby „Ordinary World“, sice v duetu se zpěvačkou Mirandou Lambert. Název alba pochází z vystoupení v televizním pořadu The Late Show with Stephen Colbert, v němž byla v květnu toho roku kapela uvedena hlasem boha.

## Seznam skladeb
1. 2000 Light Years Away
2. Longview
3. Welcome to Paradise
4. Basket Case
5. When I Come Around
6. She
7. Brain Stew
8. Hitchin’ a Ride
9. Good Riddance (Time of Your Life)
10. Minority
11. Warning
12. American Idiot
13. Boulevard of Broken Dreams
14. Holiday
15. Wake Me Up When September Ends
16. Know Your Enemy
17. 21 Guns
18. Oh Love
19. Bang Bang
20. Still Breathing
21. Ordinary World
22. Back in the USA

## Kapela
- Billie Joe Armstrong – zpěv, kytara

- Mike Dirnt – baskytara, doprovodné vokály

- Tré Cool – bicí

- Jason White – kytara, doprovodné vokály

Další hudebníci
- Jason Freese – piano, saxofon